# Styrax redivivus
Styrax redivivus är en storaxväxtart som först beskrevs av John Torrey, och fick sitt nu gällande namn av Wheeler. Styrax redivivus ingår i släktet Styrax och familjen storaxväxter. Inga underarter finns listade i Catalogue of Life.